# NGC 4468
NGC 4468 (również PGC 41171 lub UGC 7628) – galaktyka eliptyczna (E-S0), znajdująca się w gwiazdozbiorze Warkocza Bereniki. Odkrył ją William Herschel 14 stycznia 1787 roku. Należy do Gromady w Pannie.